# Otitoma lirata
Otitoma lirata là một loài ốc biển, là động vật thân mềm chân bụng sống ở biển trong họ Conidae.

## Phân bố
Chúng phân bố ở Thái Bình Dương dọc theo Hawaii.